# Сезар Сјело Фиљо
Сезар Аугусто Сјело Фиљо (порт. César Augusto Cielo Filho; Санта Барбара д'Оесте, 10. јануар 1987) бразилски је пливач чија специјалност је пливање спринтерских трка слободним и делфин стилом. Вишеструки је светски првак и национални рекордер, олимпијски победник, двоструки светски рекордер и најуспешнији пливач у историји бразилског пливања. Троструки је добитник награде за најбољег спортисту Бразила (2008, 2009. и 2011. године).
Актуелни је светски рекордер у тркама на 50 (20,91 секунди) и 100 метара слободним стилом (46,91 секунди).

## Биографија
Сезар Сјело Фиљо рођен је 10. јануара 1987. године у градићу Санта Барбара д'Оесте, у бразилској савезној држави Сао Паоло. Пливање је почео да тренира још као дечак у локалном пливачком клубу у свом родном граду, а професионалније је приступио овом спорту са 16 година када је прешао у клуб Esporte Clube Pinheiros у Сао Паолу где га је тренирао један од до тада најбољих бразилских пливача Густаво Боржес. Један од његових идола у детињству био је и руски пливач Александар Попов
Године 2005. преселио се у Сједињене Државе због студија на Универзитету у Оберну где је као стипендиста студирао међународну трговину, а паралелно је и пливао за свој универзитетски тим.

### Спортска каријера
Прво значајније међународнио такмичење на ком је наступио било је Светско првенство у малим базенима у Индианаполису, у октобру 2004, и на том првенству Сјело је као члан бразилске штафете 4×100 слободно освојио своју прву међународну медаљу, сребро. На истом првенству такмичио се и у трци на 100 слободно у којој је био укупно 6, на 50 слободно био је 10, те 19. на 50 леђно.
Након наступа на светском првенству у малим базенима, те на Панпацифичком првенству у Викторији током 2006, наредне године дебитовао је и на светском првенству у великим базенима у Мелбурну. У Мелбурни је Сјело пливао у три дисциплине, и у све три се пласирао у финалне трке. Најближи медаљи био је у трци на 100 слободно у којој је заузео 4. место са свега 0,4 секунде заостатка за трећепласираним Имоном Саливаном. У полуфиналу трке на 50 слободно поставио је нови јужноамерички рекорд, испливавши своју трку у времену од 22,09 секунди. Нове континенталне рекорде поставио је и у трци на 100 слободно, те у штафети 4×100 слободно.
Велики успех постигао је на Панамеричким играма 2007. у Рио де Жанеиру када је освојио три златне (на 50, 100 и 4×100 слободно) и једну сребрну медаљу (на 4×100 мешовито). До злата на 50 слободно дошао је с временом од 21,84 секунди, поставши тако првим јужноамеричким пливачем који је ту деоницу испливао за мање од 22 секунде.
Месец дана пре почетка ЛОИ 2008. у Пекингу поново је поставио нови јужноамерички рекорд на 50 слободно и са временом новог рекорда од 21,75 секунди знатно се приближио тадашњем светском рекорду од 21,64 секунде који је био у власништву руског пливача Александра Попова.
Сјело је наставио са одличним пливањима и на Олимпијским играма у Пекингу где је освојио прво бронзану медаљу у трци на 100 слободно (уз нови национални и континентални рекорд од 47,67 секунди), а потом и злато на 50 слободно уз нови олимпијски рекорд. Уједно била је то и прва златна олимпијска медаља за Бразил у историји. Годину дана касније на светском првенству у Риму осваја и прву титулу светског првака у трци на 100 слободно уз нови светски рекорд у тој дисциплини (46,91 секунд). Злато осваја и на дупло краћој деоници, а његово време од 21,08 секунди представљало је и нови рекорд светских првенстава и нови јужноамерички рекорд. Освојивши олимпијско и светско злато и поставивши нови светски рекорд Сјело је постао тек трећи пливач у историји светског пливања са тим достигнућем (пре њега то је пошло за руком Попову и Ервину).
На пливачком митингу у Сао Паолу одржаном 18. децембра 2009. Сјело је поставио нови светски рекорд у трци на 50 метара слободним стилом, чију вредност је спустио на 20,91 секунди. Уједно је то било и последње међународно такмичење на којем је ФИНА дозвољавала кориштење такозваних „супер пливачких одела”.

#### Допинг скандал
У мају 2011. Сјело је пао на допинг тесту, заједно са још четири члана бразилске репрезентације, пошто је био позитиван на забрањени диуретик фуросемид. Међународни суд за спортску арбитражу (САС) и ФИНА упутили су бразилском пливачу јавно упозорење, али не и забрану такмичења, уз образложење да је бразилски пливач вероватно нехотице унео у организам забрањену супсатнцу, те да је њена концентрација у организму била минимална и није ни на који начин доприносила побољшању његових физичких предиспозиција. Одлука САС-а донесена је свега три дана пре почетка светског првенства у Шангају 2011. чиме је бразилском пливачу омогућен наступ на том такмичењу.
У Шангају је Сјело успео да одбрани титулу светског првака на 50 слободно, а по први пут освојио је и златну медаљу на 50 метара делфин (с временом од 23,10 секунди). Три месеца касније на Панамеричким играма у Гвадалахари освојио је чак четири златне медаље (50, 100 и 4×100 слободно и 4×100 мешовито).

#### Лондон 2012.
На ЛОИ 2012. у Лондону Сјело је отпутовао са најбољим резултатом сезоне у трци на 50 слободно и самим тим био је један од главних фаворита за одбрану златне медаље у тој дисциплини. Међутим финале трке на 50 слободно Сјело је отпливао доста лоше и са временом од 21,59 секунди није успео да одбрани титулу, али јесте да освоји бронзану медаљу, своју трећу олимпијску медаљу у каријери. У трци на 100 слободно био је 6. са временом од 47,92 секунде.
Након олимпијских игара пливао је на још неколико мањих митинга, а на крају године био је принуђен да хируршким путем реши проблеме са вишегодишњим повредама на оба колена.

#### 2013 − до данас
На светском првенству у Барселони 2013. Сјело се такмичио само у две спринтерске трке пошто му је због операција на коленима било забрањено интензивније оптерећење. На обе трке, и на 50 слободно и на 50 делфин Сјело је освојио златне медаље, поставши тако првим пливачем у историји који је успео да освоји три узастопне титуле светског првака на 50 метара слободним стилом.
Иако му је светско првенство у Казању 2015. било главни приоритет за ту годину, Сјело је због повреде рамена постигао знатно скромне резултате, а како му се повреда са сваком новом трком погоршавала одлучио је да 5. августа и званично напусти такмичење. Пре одустајања пливао је у финалу трке на 50 делфин где је заузео 6. мсето.
Повреда рамена коју је задобио у Казању оставила је озбиљне последице на њега те није успео да се избори за наступ на ЛОИ 2016. у Рију. Након неуспеха на националном првенству пропустио је целу ту сезону и није се такмичио.
На међународну сцену враћа се лето 2017. на митингу у Риму, а потом учествује и на светском првенству у Будимпешти 2017. године. У Будимпешти је Сјело пливао у две дисциплине, на 50 слободно је био 8. пошто је у финалу пливао 21,83 секунде, док је у штафети 4×100 слободно освојио сребрну медаљу. Поред Сјела у бразилској штафети пливали су још и Габријел Сантос, Марсело Шјеригини и Бруно Фратус.